# Meme (Kameroen)

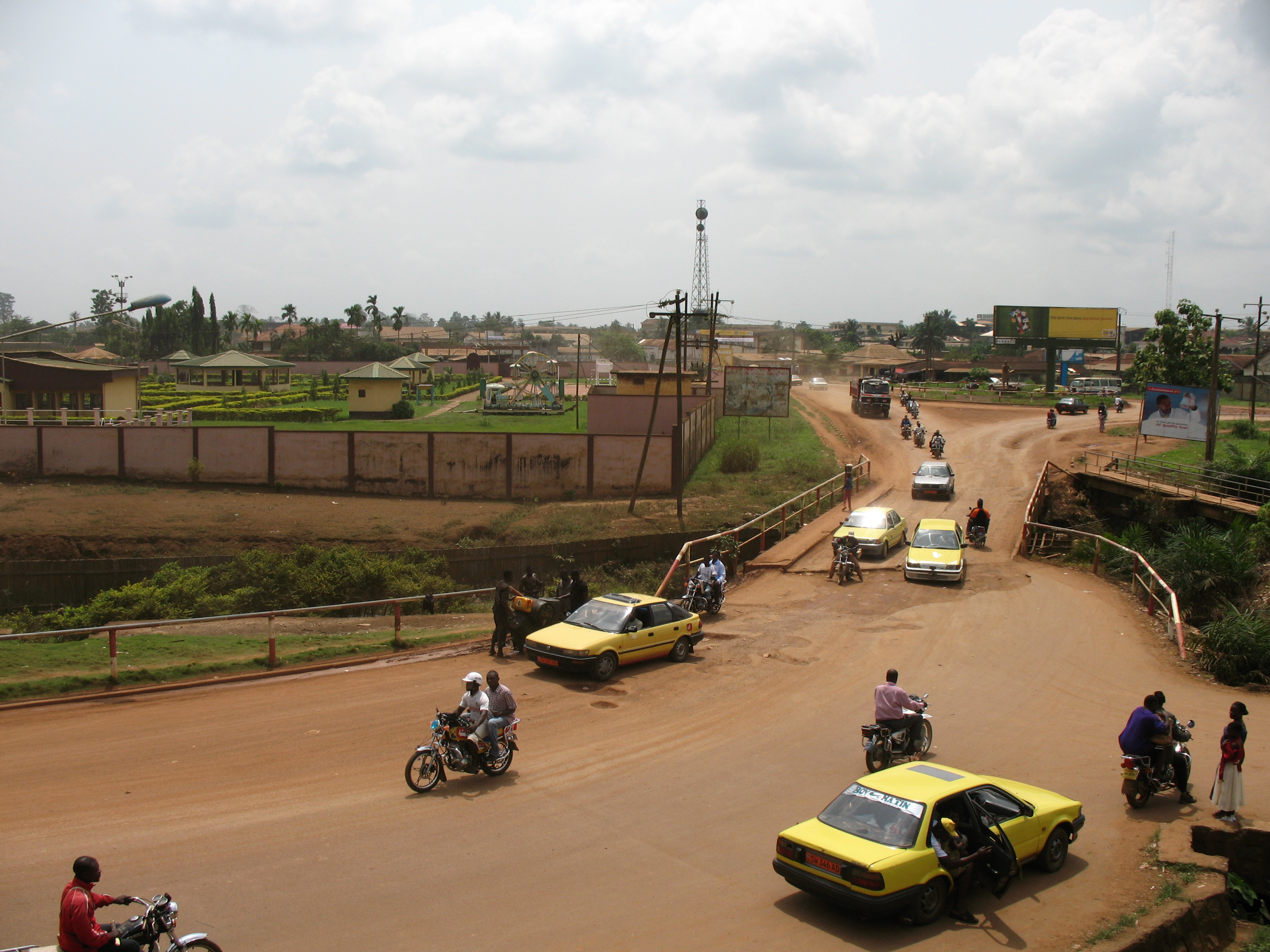
Verkeer in Kumba

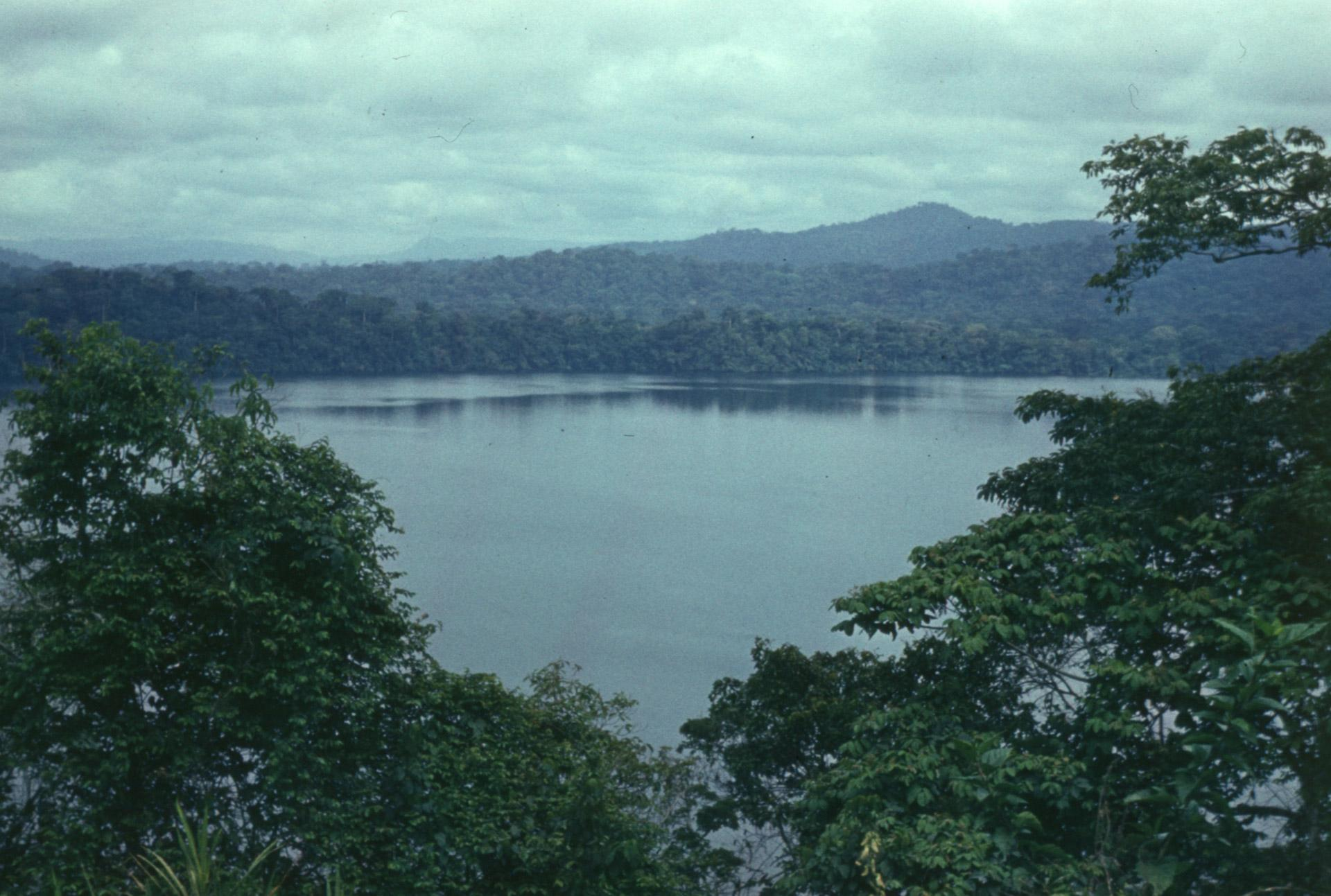
Natuurzicht bij Kumba

Meme is een departement in Kameroen, gelegen in de regio Sud-Ouest. De hoofdplaats van het departement is Kumba, ook gekend als K Town. De totale oppervlakte van het departement bedraagt 3.105 km². Met 300.318 inwoners bij de census van 2001 leidt dit tot een bevolkingsdichtheid van 97 inw/km².

## Arrondissementen en gemeenten
Meme is onderverdeeld in vijf arrondissementen:
- Konye
- Kumba Ier
- Kumba IIe
- Kumba IIIe
- Mbonge